# Erythemis simplicicollis
Erythemis simplicicollis är en trollsländeart som först beskrevs av Thomas Say 1839.  Erythemis simplicicollis ingår i släktet Erythemis och familjen segeltrollsländor. IUCN kategoriserar arten globalt som livskraftig. Inga underarter finns listade i Catalogue of Life.

## Bildgalleri

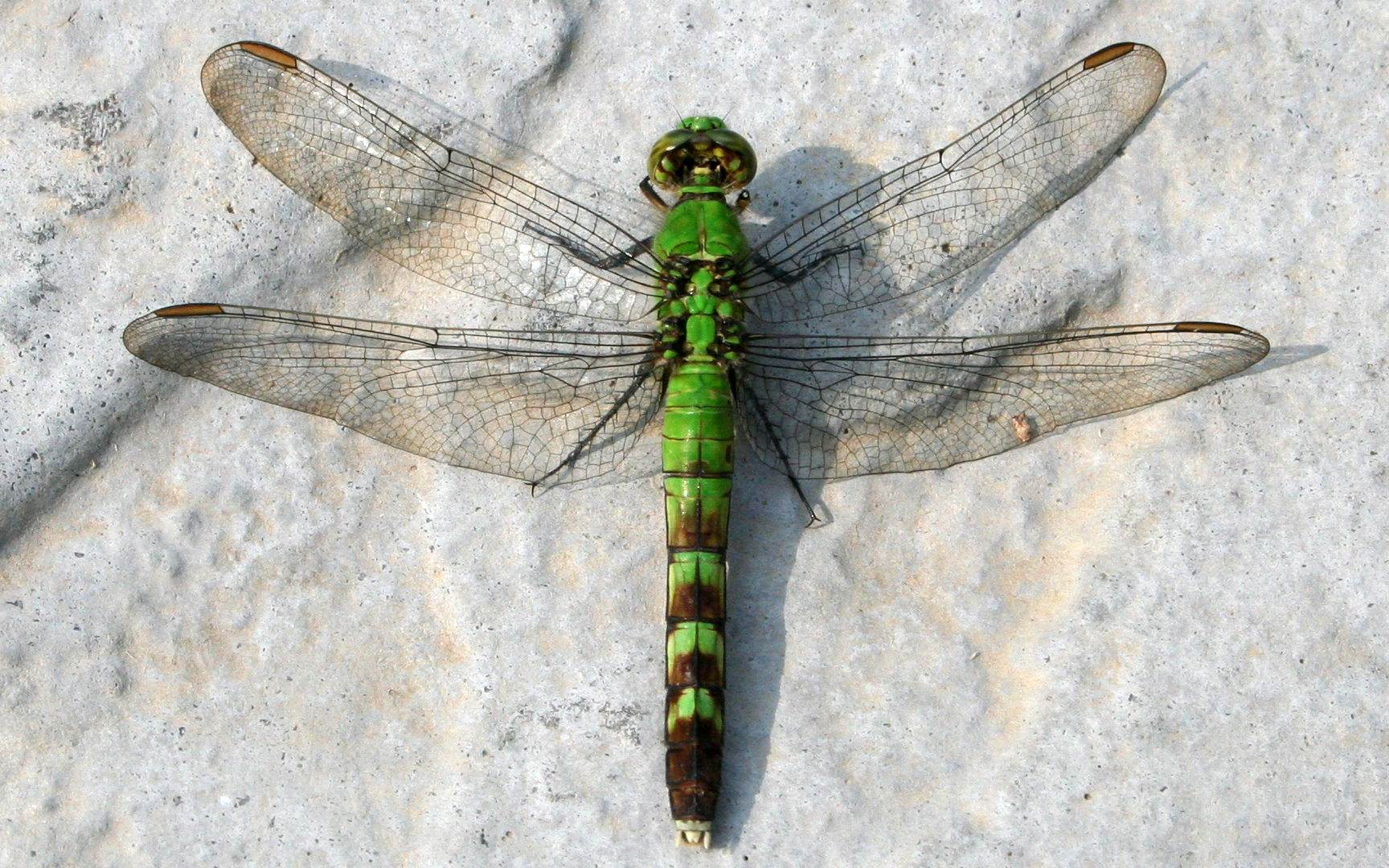
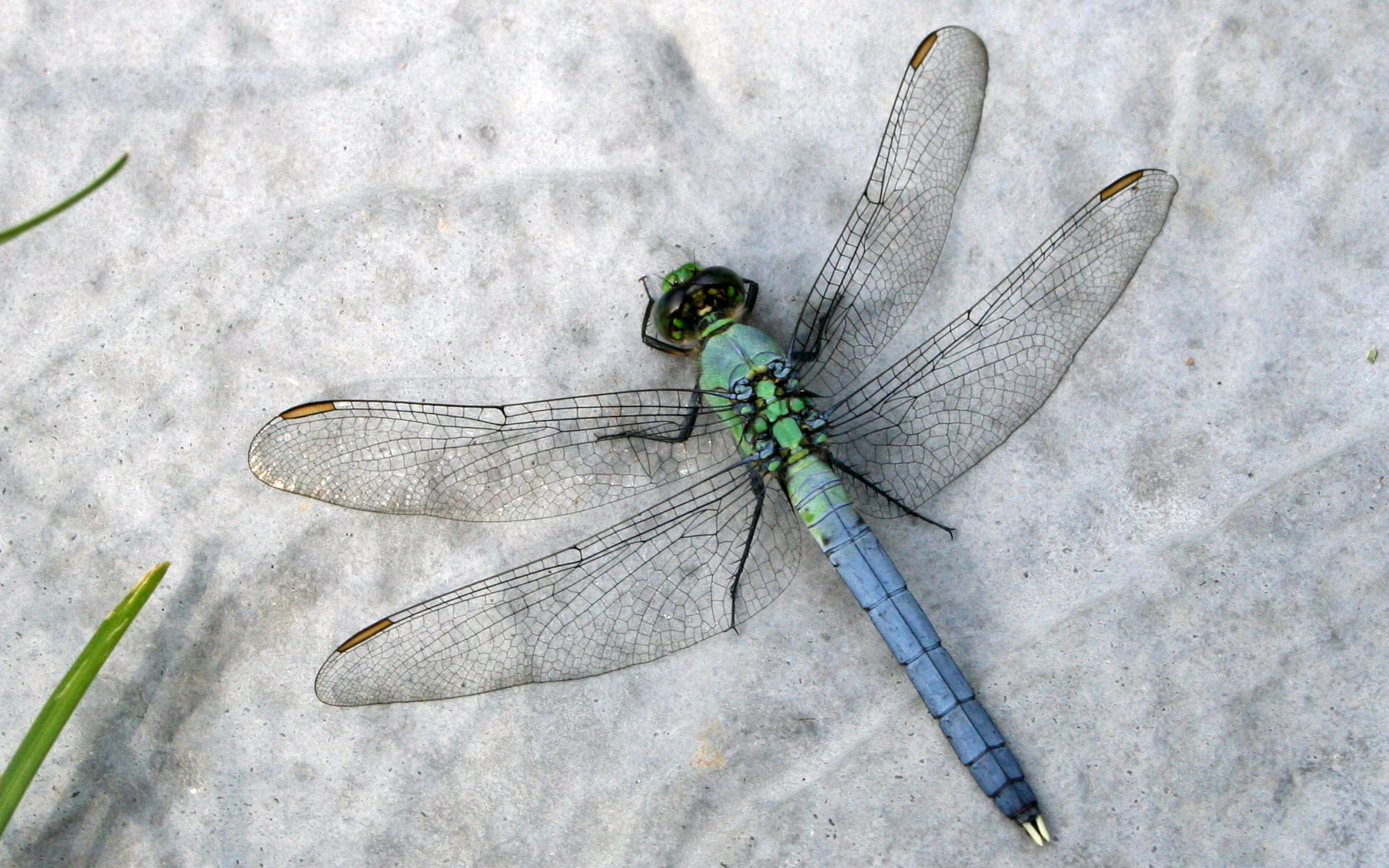
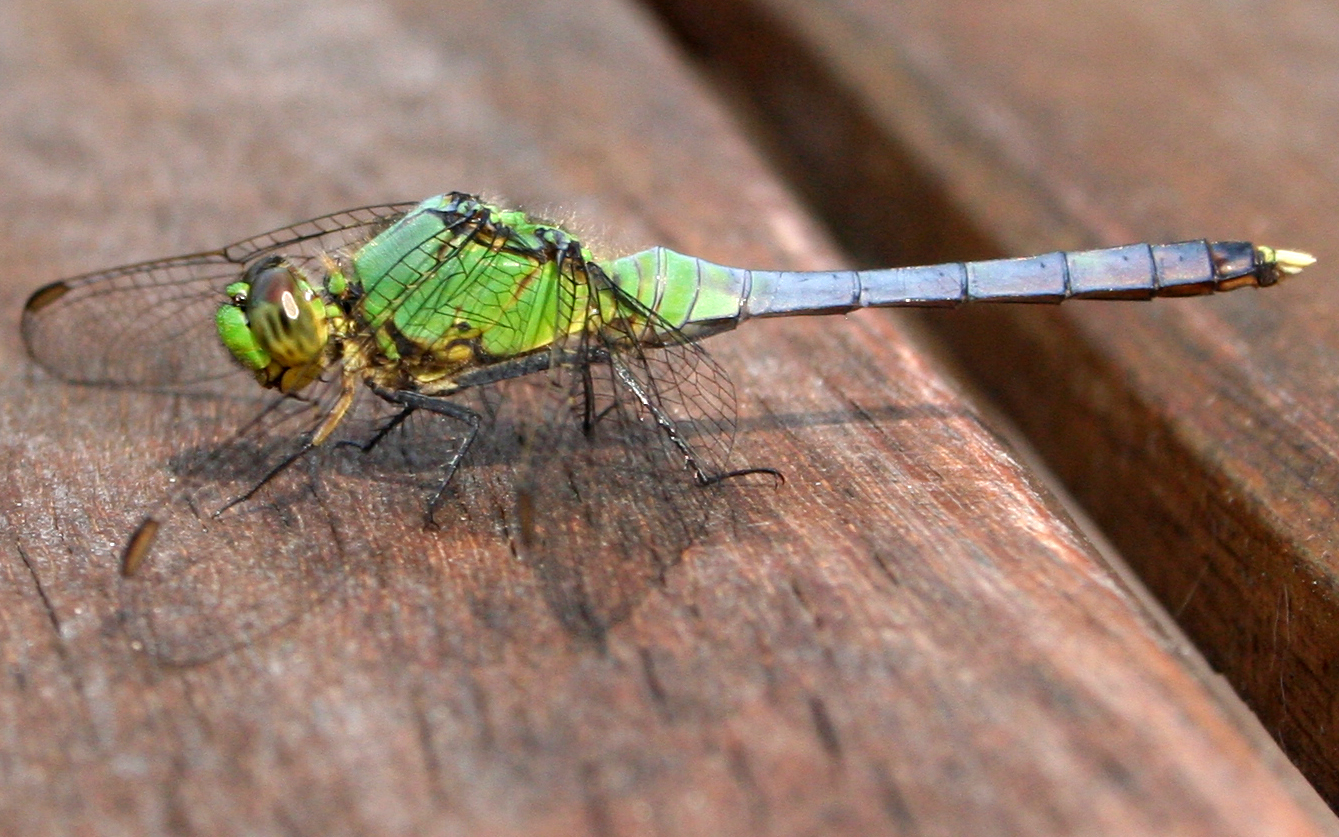
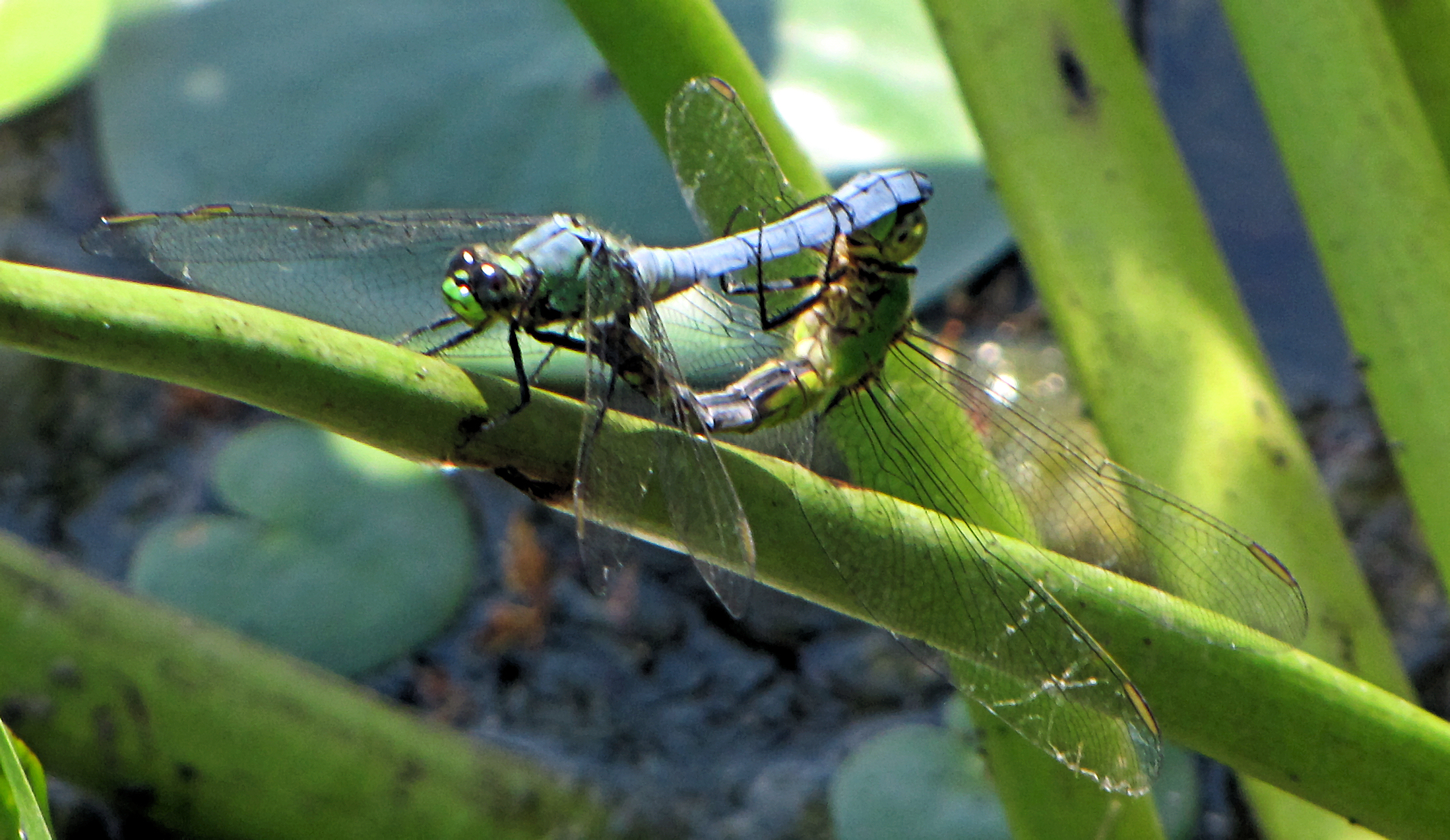
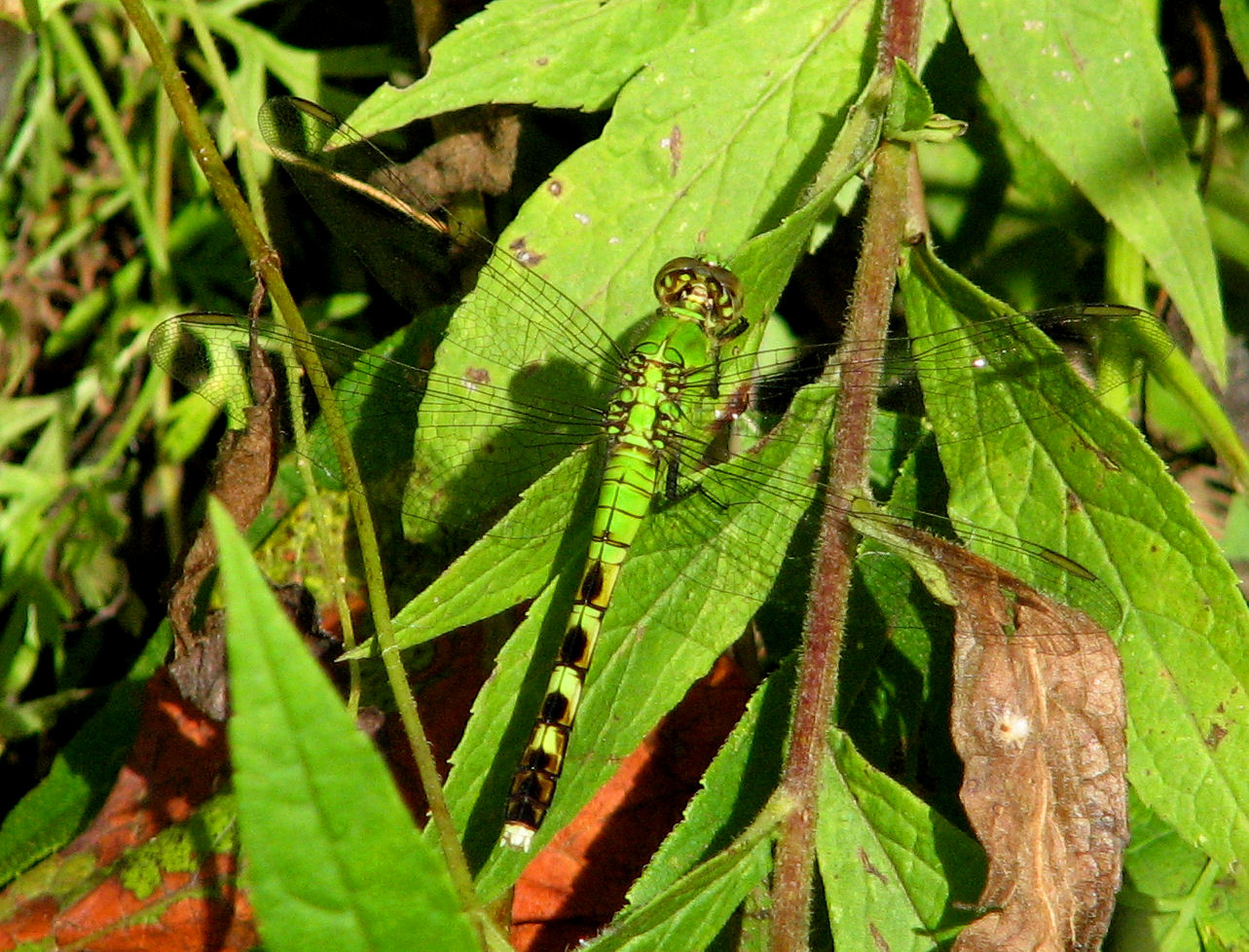
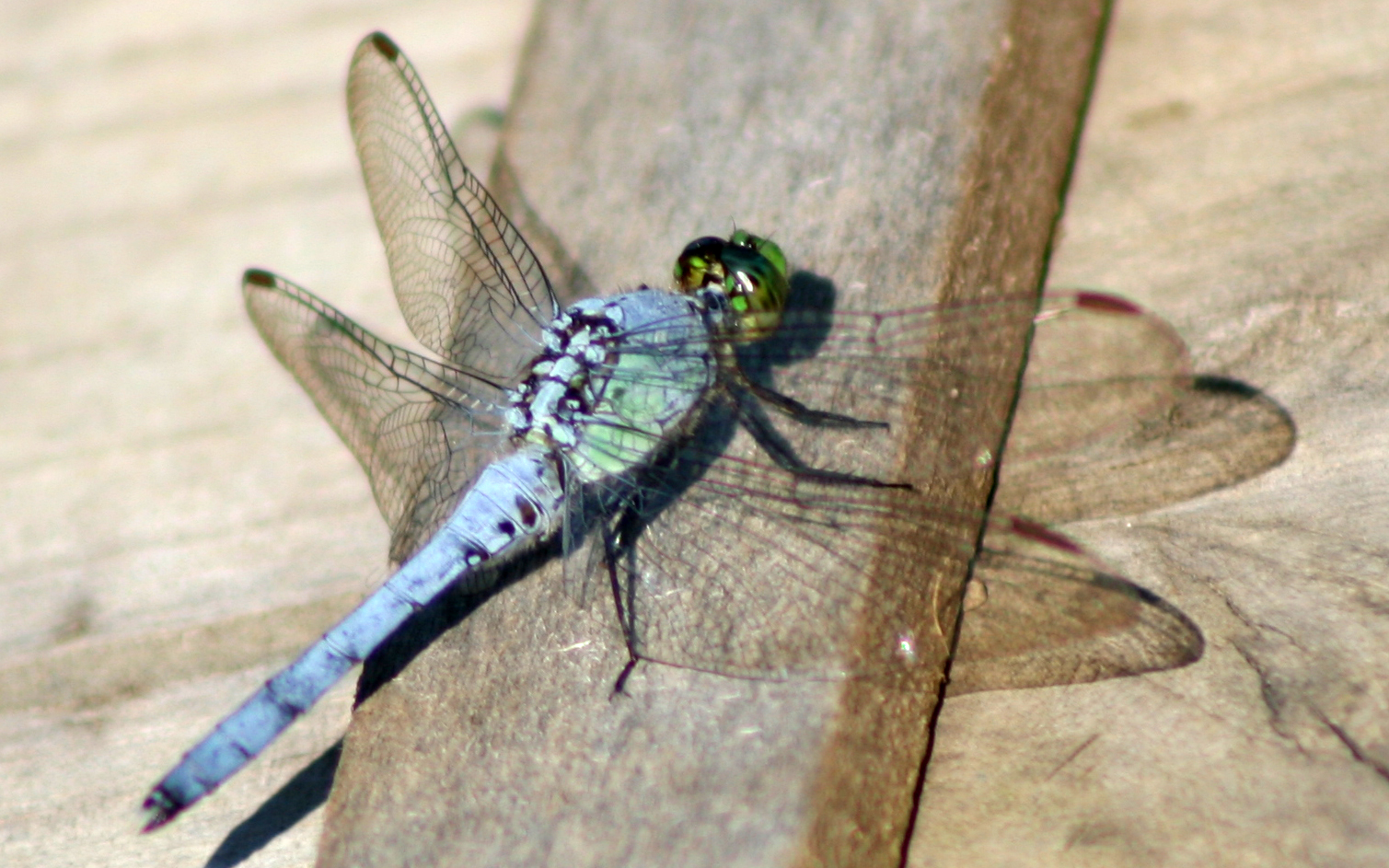